# Combretum erlangerianum
Combretum erlangerianum là một loài thực vật có hoa trong họ Trâm bầu. Loài này được Engl. ex Diels mô tả khoa học đầu tiên năm 1907.